# Belle Poule (1828)
Бель Пуль — 60-пушечный фрегат первого ранга типа Surveillante, входивший в состав военно-морского флота Франции. Известен тем, что перевёз останки Наполеона с острова Святой Елены во Францию, что впоследствии стало известно как возвращение останков (фр. retour des cendres).

## История службы

### Строительство и начало службы
Строительство было начато в 1828 году, однако Бель Пуль был спущен на воду только в 1834 году. Фрегат стал одним из первых кораблей, построенных в крытой верфи, которая позволяла кораблестроителям затягивать сроки строительства, пока политические и финансовые обстоятельства не станут благоприятными. На конструкцию Бель Пуль повлияла конструкция американского фрегата Конститьюшн. Французский фрегат был передан флоту в июле 1835 г., показав очень хорошие мореходные качества.
1 августа 1839 года под командованием принца Жуанвиля, третьего сына короля Людовика-Филиппа, корабль покинул Шербур и присоединился к Восточному флоту адмирала Лаланда. Он вернулся в Тулон 21 декабря 1839 года.

### Возвращение останков
27 июля 1840 года Бель Пуль отплыл со специальным оборудованием к острову Святой Елены, чтобы привезти во Францию останки Наполеона. По этому случаю он был окрашен в чёрный цвет. 30 сентября корабль вернулся в Шербур, где 8 декабря останки императора были перенесены на пароход «Нормандия». На «Нормандии» останки были перевезены в Гавр и вверх по Сене до Руана, для дальнейшей отправки в Париж.
Перенос останков с Бель Пуля на «Нормандию» по дороге в Шербур был обставлен большой церемонией, и стал излюбленным предметом изображения для маринистов и живописцев-романтиков.

### Канада и Марокко
В 1841 году Бель Пуль крейсировал вдоль побережья Канады с остановкой в Галифаксе и заходом в Нью-Йорк, где принц Жуанвиль посетил президента США. Бель Пуль вернулся в Тулон 14 июля 1842 года.
В 1844 году Жуанвиль, тогда вице-адмирал, был послан в Марокко, чтобы поддержать генерала Тома Робера Бюжо, ведущего боевые действия в Алжире, во главе эскадры из «Сюффрена», «Жемапа», «Тритона» и Бель Пуля. Эскадра обстреляла Танжер 6 августа; Могадор был взят 15 августа.
После этого Бель Пуль крейсировал в Индийском океане, где циклон причинил ему серьёзный ущерб. Прошёл ремонт в Сент-Мари-де-Мадагаскар и вернулся в Брест.

### Крымская война и конец службы
Принимал участие в Крымской войне, в основном в качестве транспортного судна. Оставался на востоке до августа 1856 года, пришёл обратно в Тулон 1 сентября.
В 1859 году использовался для перевозки боеприпасов и был списан 19 марта 1861 года. Использовался как склад для хранения пороха до 1888 года.

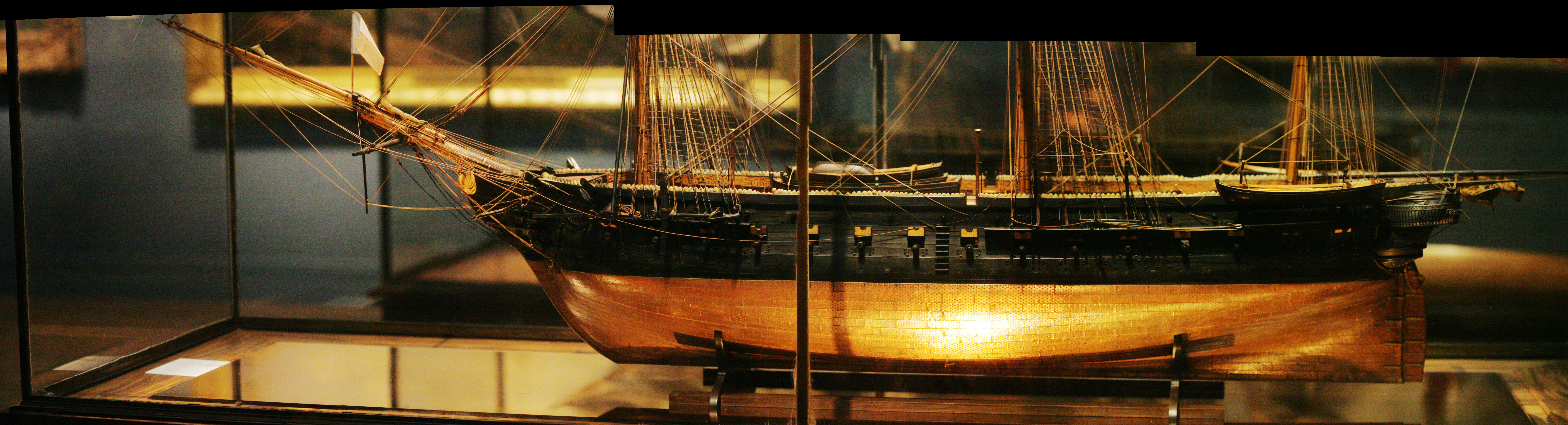
Модель в Musée de la Marine в Париже